# Nguyên Bưu (Bắc Tề)
Nguyên Bưu (chữ Hán: 源彪, 521 – 586), tên tự là Văn Tông, người huyện Lạc Đô quận Tây Bình , quan viên nhà Đông Ngụy, nhà Bắc Chu cuối thời Nam bắc triều và nhà Tùy. Sử cũ đều gọi ông bằng tên tự (có lẽ vì Bưu (彪) nghĩa là con cọp con, nên các sử gia đời Đường phải kiêng húy của Lý Hổ - tướng nhà Tây Ngụy, ông nội Đường Cao Tổ).

## Thân thế
Ông kỵ của Nguyên Bưu là vua cuối cùng của nước Nam Lương thời Thập lục quốc: Nam Lương Cảnh vương Thốc Phát Nục Đàn.
Ông cụ là Nguyên Hạ, danh tướng nhà Bắc Ngụy, được phong Lũng Tây vương. Nguyên Hạ là con trai duy nhất còn sót lại của Thốc Phát Nục Đàn.
Ông nội là Nguyên Hoài, con trai thứ của Nguyên Hạ, do anh trai Nguyên Duyên mất sớm nên được kế tự.
Cha là Nguyên Tử Cung, tự Linh Thuận, con trai thứ của Nguyên Hoài. Sử cũ có truyện chép về cả bốn đời tổ tiên của Nguyên Bưu.

## Sự nghiệp
Bưu học rộng biết nhiều, lại có tính cơ cảnh, sớm có thanh danh. Thời Hiếu Trang đế, Bưu nhờ công của cha mà được ban tước Lâm Dĩnh huyện bá, trừ chức Viên ngoại tán kỵ thường thị.
Năm Thiên Bình thứ 4 (537) thời Đông Ngụy Hiếu Tĩnh đế, Bưu được làm Lương Châu đại trung chánh. Sau đó cha mất nên Bưu rời chức. Năm Vũ Định đầu tiên (543), Bưu trở lại, được Lại bộ cho lãnh chức Tư đồ ký thất, gia hiệu Đông bình tướng quân. Quyền thần Cao Trừng tuyển chọn quan lại, sa thải Đài lang, lấy Bưu làm Thượng thư Từ bộ lang trung, vẫn lãnh chức Ký thất. Sau đó Bưu được chuyển làm Thái tử tẩy mã.
Năm Thiên Bảo đầu tiên (550) thời Bắc Tề Văn Tuyên đế, Bưu được trừ chức Thái tử trung xá nhân. Thời Phế đế (560), Bưu ra làm Phạm Dương thái thú.
Năm Hoàng Kiến thứ 2 (561) thời Hiếu Chiêu đế, Bưu được bái làm Kính Châu thứ sử; ông lấy ân – tín đãi người, rất được lòng người vùng biên, khiến lân bang khâm phục, những gì bị cướp bóc vào thời thứ sử tiền nhiệm, phần nhiều được trả lại.
Năm Thiên Thống đầu tiên (565) thời Hậu chủ, Bưu được vào triều làm Lại bộ lang trung, thăng Ngự sử trung thừa, coi việc Điển tuyển như cũ. Sau đó Bưu được trừ vị Tán kỵ thường thị, vẫn coi việc ở Lại bộ, gia hiệu Phiếu kỵ đại tướng quân. Gặp lúc Tần Châu thứ sử Tống Tung mất, triều đình xét đây là châu ở biên thùy, cho rằng Bưu từng cai trị Kính Châu, rất có tiếng tốt, bèn cho ông trừ chức Tần Châu thứ sử, theo xe trạm đến phủ, đặc cấp Hậu bộ cổ xuy; Bưu lại cai trị như thời ở Kính Châu. Lý Hiếu Trinh (tức Lý Nguyên Thao) đi sứ nước Trần, Trần Tuyên đế nói với ông ta rằng: “Tề triều sai Nguyên Kính Châu trở lại Qua Bộ, thì mới nói đến hòa hiếu được!” sau đó Bưu được gia vị là Nghi đồng tam tư. Năm Vũ Bình thứ 2 (571), Bưu được triệu về lãnh chức Quốc tử tế tửu. Năm thứ 3 (572), bưu được thăng làm Bí thư giám.
Năm Vũ Bình thứ 7 (576), nhà Bắc Chu diệt nhà Bắc Tề, Bưu cùng bọn Dương Hưu Chi, Viên Duật Tu 18 người cùng đi Trường An, được thụ chức Nghi đồng đại tướng quân, Tư thành hạ đại phu.
Năm Khai Hoàng đầu tiên (581) thời Tùy Văn đế, Bưu được thụ chức Cử Châu thứ sử, sau khi đến châu thì phát bệnh nên rời chức. Năm thứ 6 (586), Bưu mất, hưởng thọ 66 tuổi.